# Pers, Cantal

Pers este o comună în departamentul Cantal, Franța. În 1 ianuarie 2018 avea o populație de 274 de locuitori.